# لوفلاس
لوفلاس (بالإنجليزية: Lovelace)‏ هو فيلم دراما أُصدر في الولايات المتحدة سنة 2013. الفيلم من إخراج روب أبشتاين، جيفري فريدمان وبطولة أماندا سيفريد، بيتر سارسجارد وشارون ستون.

## طاقم التمثيل
- أماندا سيفريد
- بيتر سارسجارد
- شارون ستون

## القصة
فيلم دراما وسيرة ذاتية يدور حول ليندا لوفليس (أماندا سايفريد) وهي واحدة من أكثر النساء سيئات السمعة اللواتي ظهرن خلال السبعينات في أمريكا وتم استغلالها وأذيتها من قبل صناع الإباحية بأمر من زوجها قبل أن يسيطروا على حياتها. يشارك في البطولة بيتر سارسغارد، وشارون ستون.

## الميزانية والإيرادات
بلغت تكلفة إنتاج الفيلم حوالي 10 ملايين بينما حقق أرباحاً تقدر بـ $506,161.

## وصلات خارجية
- الموقع الرسمي
- لوفلاس على موقع IMDb (الإنجليزية)
- لوفلاس على موقع ميتاكريتيك (الإنجليزية)
- لوفلاس على موقع روتن توميتوز (الإنجليزية)
- لوفلاس على موقع نتفليكس (الإنجليزية)
- لوفلاس على موقع قاعدة بيانات الأفلام العربية
- لوفلاس على موقع ألو سيني (الفرنسية)
- لوفلاس على موقع Turner Classic Movies (الإنجليزية)
- لوفلاس على موقع أول موفي (الإنجليزية)
- لوفلاس على موقع بوكس أوفيس موجو (الإنجليزية)
- لوفلاس على موقع فيلمافينيتي (الإسبانية)